# Ганс-Фрідеманн Ґеце
Ганс-Фрідеманн Ґеце (нім. Hans-Friedemann Goetze; 3 листопада 1897, Рендсбург, Німецька імперія — 27 травня 1940, Ле-Парадіз, Франція) — німецький військовик, штандартенфюрер СС.

## Біографія
Син другого лейтенанта Фрідеманна Ґеце, майбутнього бригадефюрера СС. Учасник Першої світової війни. У 1919 році бився в Прибалтиці в складі фрайкору. Після приходу нацистів до влади вступив в НСДАП (квиток № 4 691 460) і СС (квиток № 281 771), член товариства «Лебенсборн» (1937). 1 грудня 1937 року призначений начальником найвідомішого юнкерського училища СС в Бад-Тельці. Учасник Польської кампанії, командир самооборони СС «Данциг». У жовтні 1939 року призначений командиром 3-го піхотного полку СС «Мертва голова» дивізії СС «Мертва голова», в який увійшла самооборона. Учасник Французької кампанії. Убитий пострілом англійського снайпера.

## Звання
- Гауптштурмфюрер СС (15 травня 1937)
- Штурмбаннфюрер СС (12 вересня 1937)
- Оберштурмбаннфюрер СС (20 квітня 1939)
- Штандартенфюрер СС (1 вересня 1939)

## Нагороди
- Залізний хрест 2-го класу (18 лютого 1916)
- Нагрудний знак «За поранення» в чорному (5 червня 1918)
- Ганзейський Хрест (Гамбург) (11 листопада 1918)
- Балтійський хрест (1919)
- Спортивний знак СА в бронзі (1933)
- Німецький імперський спортивний знак в сріблі (1933)
- Почесний хрест ветерана війни з мечами
- Німецький кінний знак в бронзі
- Медаль «У пам'ять 13 березня 1938 року»
- Медаль «У пам'ять 1 жовтня 1938»
- Данцизький хрест 2-го і 1-го класу
- Почесний знак самооборони СС «Данциг»
- Застібка до Залізного хреста 2-го класу
- Залізний хрест 1-го класу